# A Salamon-szigetek hívójelkörzetei
A Salamon-szigetek jelenleg (2024) nincs felosztva hívójelkörzetekre.
A Salamon-szigetek számára az ITU a H4 hívójelprefixet határozta meg.
| Prefix | Körzet | Hely/jelleg      | ITU zóna  | CQ zóna   | QTH lokátor |
| ------ | ------ | ---------------- | --------- | --------- | ----------- |
| H4     | [0..9] | Salamon-szigetek | 51        | 32        | QI90        |
| H4     | 0      | Temotu-sziget    | 51        | 32        |             |
| H4     | 4      | Guadalcanal      | 51        | 28        | RI00        |
| VR     | 4      | kivezetve        | kivezetve | kivezetve | kivezetve   |

## Lajstromjel
Vízi és légi járművek lajstromjelezéséhez a H4 prefixet használják.